# گورنگه ویدووو
گورنگه ویدووو (به صربی: Gornje Vidovo) یک منطقهٔ مسکونی در صربستان است که در ناحیه پوموراولیه واقع شده‌است. گورنگه ویدووو ۸۵۵ نفر جمعیت دارد.